# Spenny Motor Car Company
Spenny Motor Car Company war ein US-amerikanischer Hersteller von Automobilen.

## Vorgeschichte
Charles A. Spenny wohnte 1913 in Tucson in Arizona. Dort stellte er drei Fahrzeuge her. Er erkannte, dass Arizona der falsche Staat sei, um in der Automobilbranche erfolgreich sein zu können.

## Unternehmensgeschichte
Im Sommer 1913 zog er nach Michigan und führte Verhandlungen mit den Handelskammern verschiedener Städte. Holland zeigte Interesse. In der Stadt gründete er im Oktober 1913 das Unternehmen. 1914 begann die Produktion von Automobilen. Der Markenname lautete Spenny. Im gleichen Jahr endete die Produktion. Insgesamt entstanden nur wenige Fahrzeuge.

## Fahrzeuge
Die drei Fahrzeuge aus Tucson hatten einen Sechszylindermotor.
In Holland entstanden zwei Modelle. Eines wurde 4/30 genannt, was auf einen Vierzylindermotor und 30 PS deutet. Als Neupreis sind 1075 US-Dollar genannt. Außerdem gab es den 6/60. Er kostete als Tourenwagen 3750 Dollar. Verkäufe nach Chicago sind überliefert.